# Wyeomyia pampithes
Wyeomyia pampithes is een muggensoort uit de familie van de steekmuggen (Culicidae). De wetenschappelijke naam van de soort is voor het eerst geldig gepubliceerd in 1928 door Dyar & Nunez Tovar.